# Metropolia di Elbasan

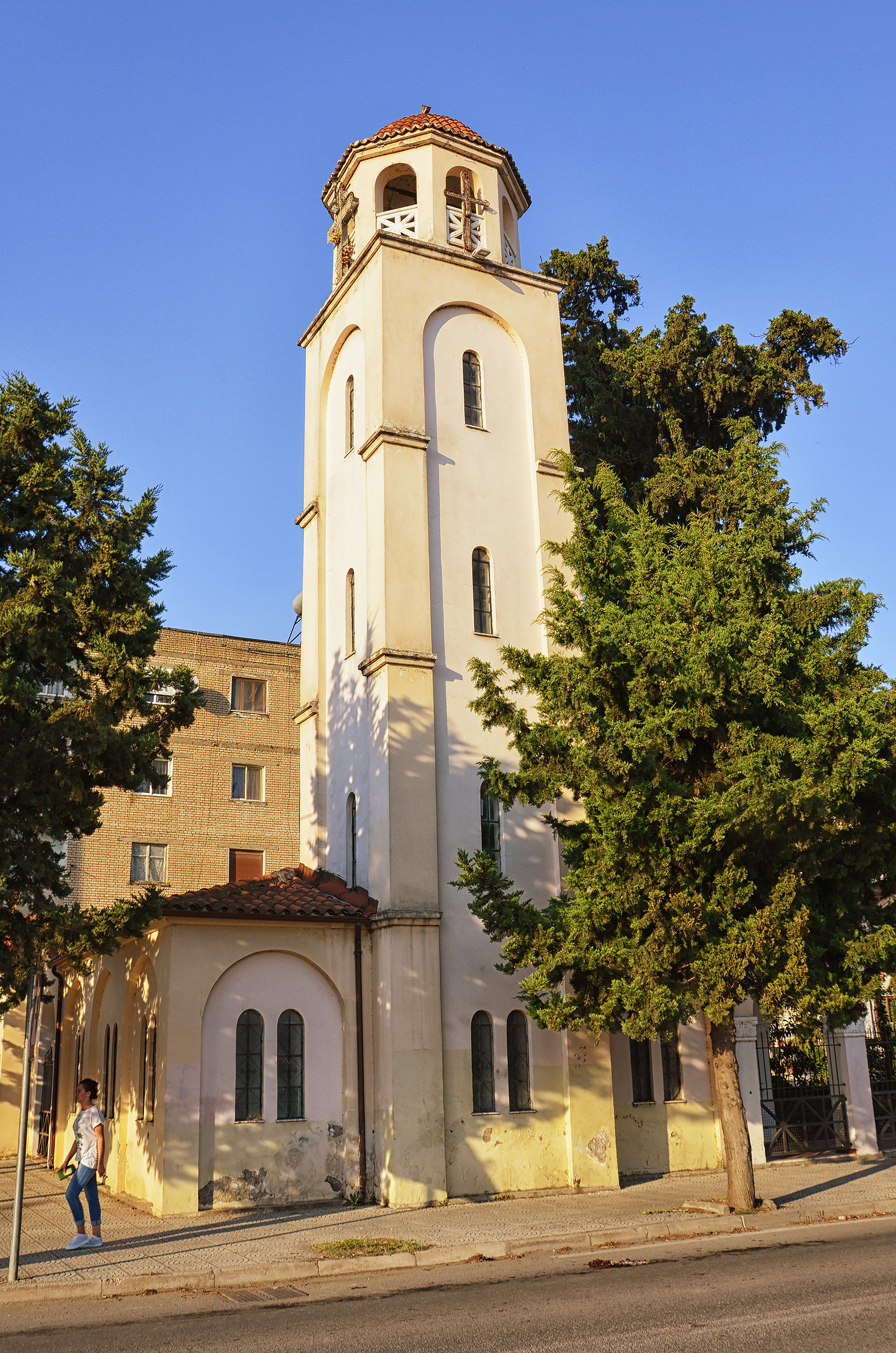
La cattedrale di San Nicola di Elbasan.

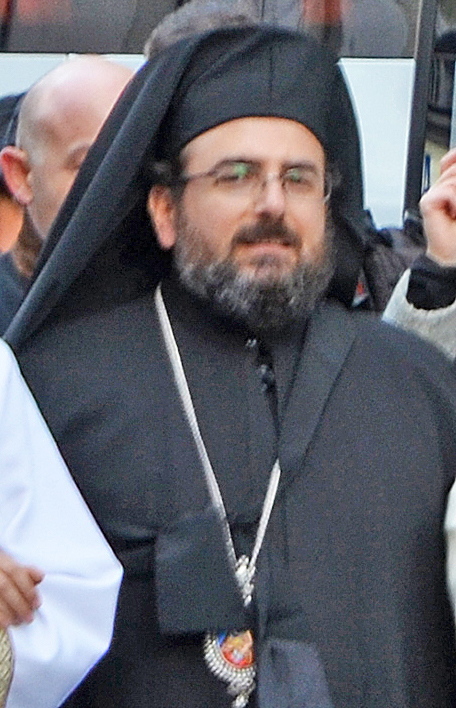
Andon Merdani, metropolita di Elbasan dal 2016.

La metropolia di Elbasan (in albanese: Mitropolia e Shenjtë e Elbasanit) è una delle 6 circoscrizioni ecclesiastiche che costituiscono la Chiesa ortodossa albanese.
Dal 17 aprile 2016 il metropolita è Antonio Merdani.

## Territorio
La metropolia si trova nella parte centrale dell'Albania, comprende le aree delle città di Elbasan, Shpat (villaggio dell'ex comune di Paskuqan) e Librazhd, e si estende su parte delle prefetture di Elbasan e Tirana.
Sede metropolitana è la città di Elbasan, dove si trova la cattedrale di San Nicola.

## Storia
La metropolia è stata eretta dal Santo Sinodo della Chiesa ortodossa albanese il 7 aprile 2016, ricavandone il territorio dall'arcidiocesi di Tirana e Durazzo.
Il primo metropolita è Antonio Merdani, già vescovo titolare di Croia e protosincello dell'arcivescovo di Tirana e Durazzo. È stato intronizzato nella cattedrale di San Nicola di Elbasan il 17 aprile 2016.

## Cronotassi
- Antonio Merdani, intronizzato il 17 aprile 2016